# 転職会議
転職会議（てんしょくかいぎ）は、株式会社リブセンスによって運営されている企業に関する就職や転職関連のクチコミ情報を提供するウェブサイト。
2020年現在、掲載企業462万社、300万件の企業に関するクチコミ情報が掲載されている。会員登録者数は700万人を超える。

## 概要
クチコミによる投稿をもとに、各項目ごとの企業情報を閲覧することができる。
すべての情報を閲覧するためには、会員登録（無料）して自身のクチコミを1件以上投稿するか、39日間のフリーパス（980円,税別）を購入する必要がある。

### 閲覧項目
- 評判
- 求人情報
- 年収
- 入社対策
- 売上・業績

## トラブル
転職会議に、京都市内の測量設計会社の従業員を名乗る人物が虚偽内容の書き込みを行い、これにより会社の名誉を傷付けられたとして、当該の測量設計会社が2016年4月7日付で、リブセンスを相手取り京都地方裁判所に、情報の削除と書き込みを行った人物の情報開示を求め提訴した。